# Камень (Лепельский район)
Ка́мень (бел. Камень) — агрогородок в Лепельском районе Витебской области Беларуси. Административный центр Каменского сельсовета.

## География
Агрогородок расположен в 20 км к северо-востоку от г. Лепель, в 95 км от Витебска, вблизи пересечения автодорог М3 и Р114. Вблизи агрогородка находятся озёра Каменское, Истенка и Девичье.
Камень связан регулярными автобусными маршрутами с Лепелем, Докшицами, Витебском и Минском.

## История

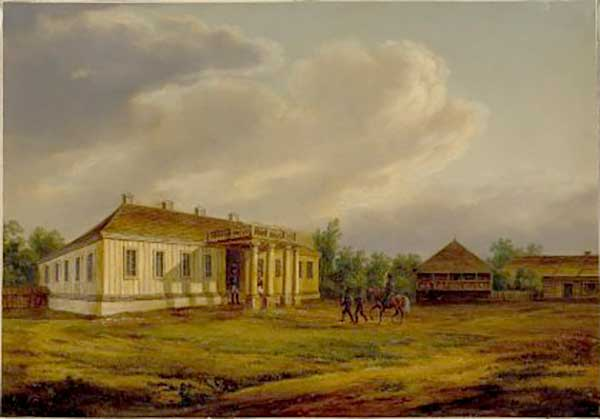
Усадьба Пакаш. А. Адам, 1812 год

### Великое Княжество Литовское
Поселение Камень впервые упоминается в XVII веке, когда оно находилось во владении князей Друцких-Соколинских и входило в состав Полоцкого воеводства. В 1631 году Кшиштоф Друцкий-Соколинский, кастелян из Полоцка, основал церковь в Каменях. В XVIII веке город перешел к семье Пакаш.

### Российская империя
В результате второго раздела Речи Посполитой (1793 год) Камень оказался в составе Российской империи, в Лепельском уезде Витебской губернии. В 1796 году здесь был построен костёл, а в 1868 году — церковь.

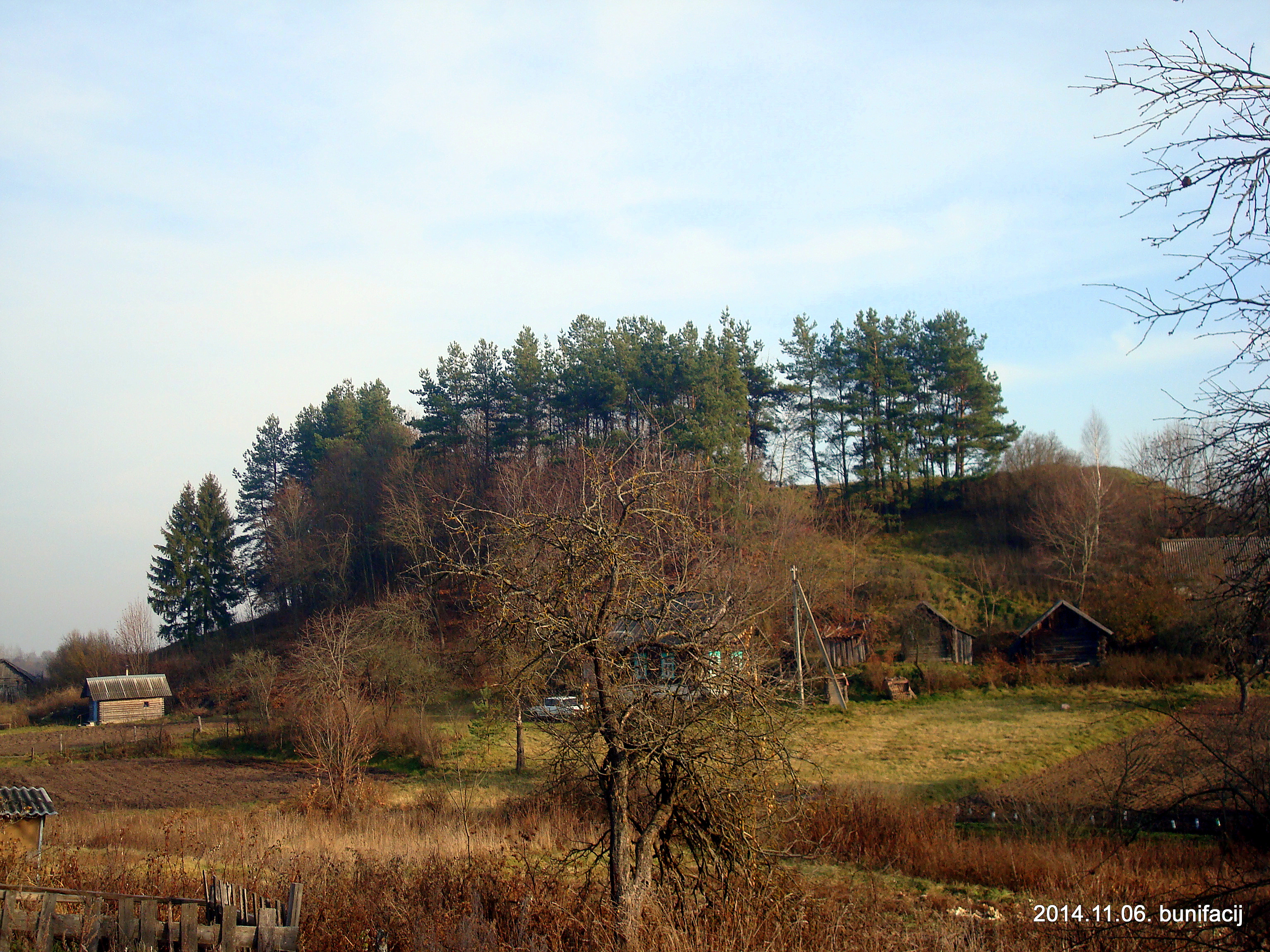
Городище

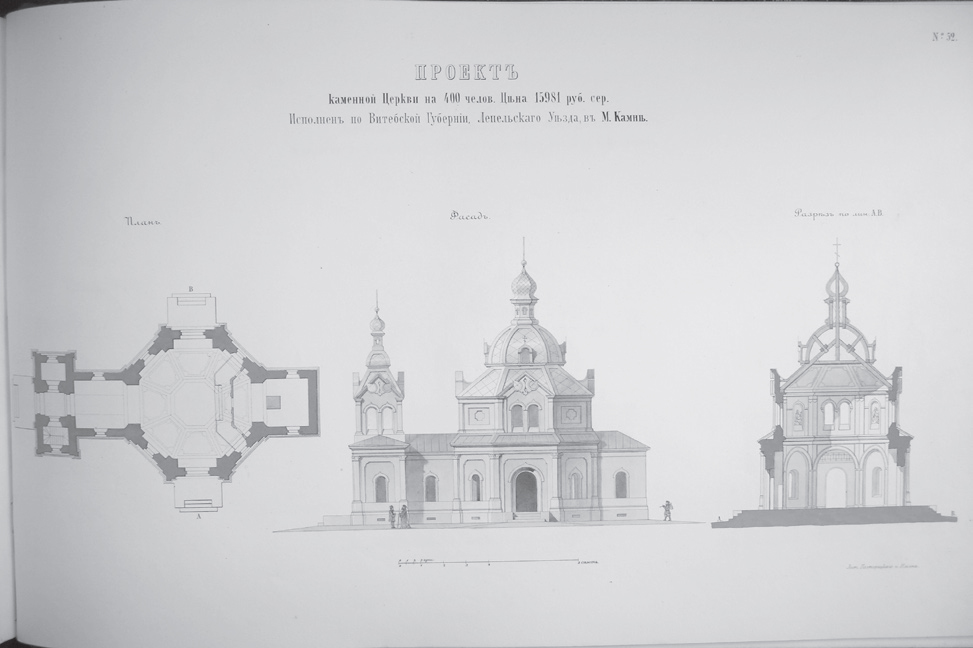
Проект каменной церкви, 1863 год

К 1882 году в Камне насчитывалось 96 дворов, действовали церковь, католическая часовня, народная школа и почтовая станция.

### ПериодГражданской войны
С 1 января 1919 года Камень был в составе Белорусской народной республики, с 16 января этого же года - в составе РСФСР.

### СССР
С 20 августа 1924 года — в составе Лепельского района Витебской области Белорусской ССР.

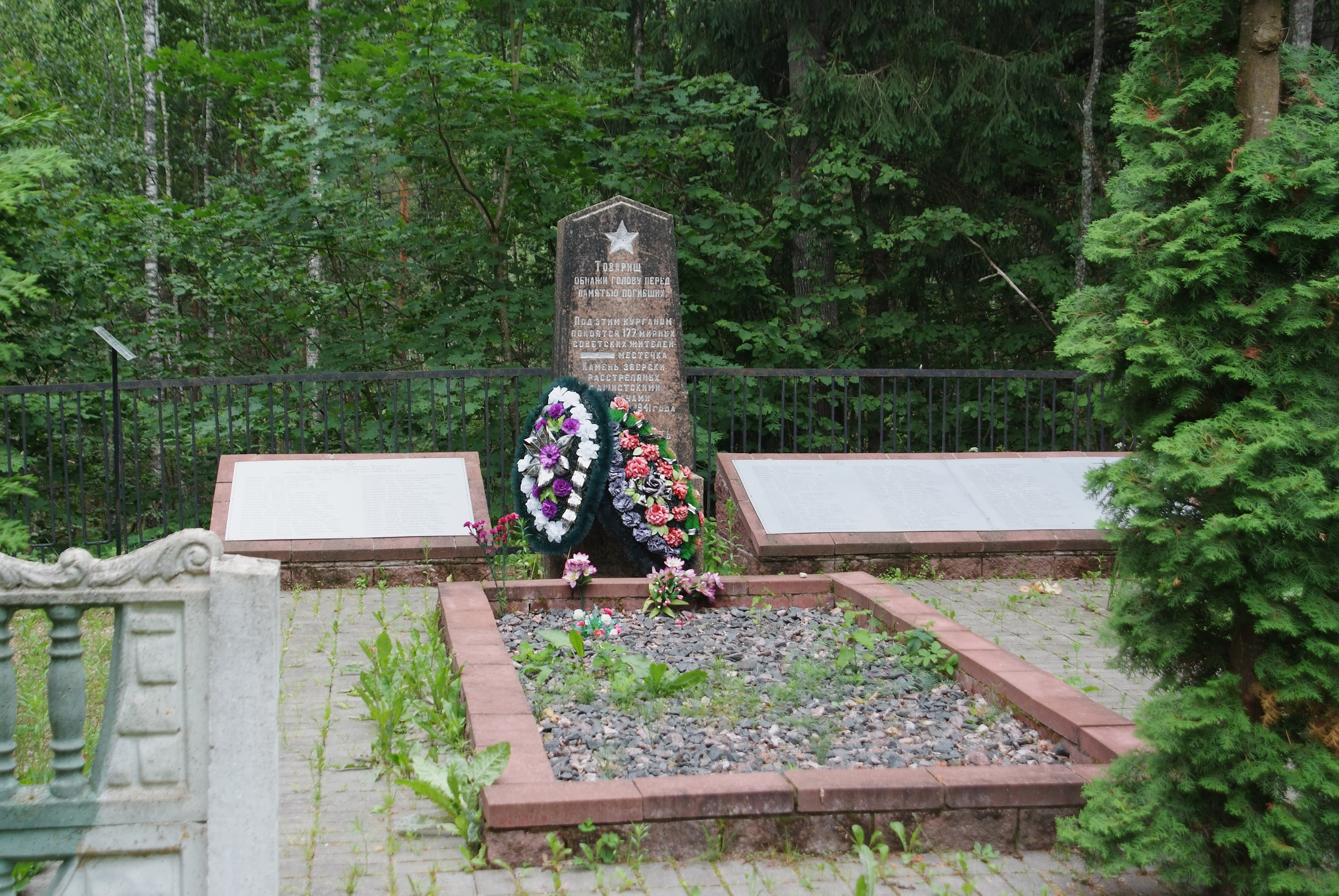
Памятник жителям деревни Камень, расстрелянным фашистскими палачами

В самом начале Великой Отечественной войны 4 июля 1941 года Камень был оккупирован немецко-фашистскими войсками, вскоре создавшими на его территории еврейское гетто, узники которого были убиты 17 сентября 1941 года.
Был освобождён Красной армией 28 июня 1944 года.

### Беларусь
С 1991 года — в составе Беларуси. К 1997 году в селе было 123 двора.
В 2008 году Камень получил официальный статус агрогородка.

## Власть
Орган местного самоуправления — Каменский сельсовет.

## Социальная сфера
- Средняя школа
- Каменская участковая больница

## Достопримечательности
- В центре Камня на высоком крутом холме на берегу озера Каменское находится крупный археологический памятник — городище, также известное как гора Церковка[7] —  Историко-культурная ценность Республики Беларусь, шифр 213В000510. Это связано с тем, что на его вершине некогда действительно находился православный храм. Однако до наших дней от него сохранились лишь каменные ступени[8]. На территории городища были обнаружены керамика и лепнина, которые позволили сделать вывод, что поселение было заселено дважды: не позднее VI-VIII вв. и в XII-XIII вв[9].

- В Камне сохранились фрагменты древнего еврейского кладбища, а также фрагменты рядовой застройки конца XIX — начала XX века. Примечательно здание старинной мельницы.

- В агрогородке находятся братская могила советских воинов, партизан и жертв фашизма.

- В урочище Борки находится памятник жителям гетто, расстрелянным 17 сентября 1941 года.